# Sir Owein
En la leyenda del Rey Arturo, Sir Owein (también llamado Yváin, Ewain, Owain o Uwaine) es uno de los caballeros de la Mesa Redonda. Es hijo del Rey Uriens de Gorre y de la bruja Morgana, y, por lo tanto, sobrino del rey.

## Relación de Owein con Morgana
Aunque en obras como La muerte de Arturo de Mallory, Owein es el único hijo de Morgana y Uriens, en otras versiones como Las Nieblas de Avalón de Marion Zimmer Bradley, Owein es el menor de los tres hijos de Urien habidos con su primera mujer, antes de casarse Uriens con Morgana. Sus hermanos son Sir Avalloch y el amante de Morgana, sir Accolon de Gaula. Al perder tan joven a su madre, Owein tuvo como figura materna a su madrastra Morgana.
Una noche, la hechicera llamó a su sirvienta y le pidió la espada de Uriens para matarlo. La sirvienta fue a los aposentos de Owein y le avisó de lo que su madre proponía hacer. Owain impidió el asesinato justo cuando el Hada Morgana levantaba la espada. Después de aquello, Morgana se marchó de la fortaleza y nunca más puso un pie en aquel feudo del norte.

## El caballero del león
Owein también es el protagonista de Yvain, el Caballero del León, del escritor medieval Chrétien de Troyes.